# Munda (miasto)
Munda – miejscowość na Wyspach Salomona; na wyspie Nowa Georgia; w Prowincji Zachodniej; 1315 mieszkańców (2009). Ośrodek turystyczny. Funkcjonuje tu port lotniczy Munda.